# Паоло Мантегаца
Паоло Мантегаца (на италиански: Paolo Mantegazza) е изтъкнат италиански невролог, физиолог и антрополог, прочут с експерименталните си изследвания върху въздействието на листата на коката върху човешката психика. Автор е и на художествена проза.

## Биография
Мантегаца е роден в Монца на 31 октомври 1831 г. Следва в университетите на Пиза и Милано, а докторска степен по медицина получава в университета на Павия през 1854 г. Следват пътувания из Европа, Индия и двете Америки. Мантегаца е практикуващ лекар в Аржентина и Парагвай. Връщайки се в Италия през 1858 г., той постъпва като хирург в болницата на Милано, но едновременно с това е и професор по обща патология в Павия. През 1870 г. е избран за професор по антропология в Института за висши изследвания (на италиански: Istituto di Studi Superiori) във Флоренция. Там той основава първия антропологически музей в Италия, а след това и Италианското антропологическо общество. От 1865 до 1876 г. е народен представител от Монца в Италианския парламент, а впоследствие е избран за член на Италианския сенат. Става обект на яростни обвинения, заради употребата на вивисекция в изследванията му.
В епоха, когато официалната наука и култура в Италия все още са под силното влияние на Римокатолическата църква, Мантегаца е непоколебим либерал и защитник на идеите на дарвинизма в антропологията, а изследванията му помагат за утвърждаването на дарвинизма като „естествена история на човека“. Между 1868 и 1875 г. той поддържа и кореспонденция с Чарлз Дарвин. Естествената история на Мантегаца обаче трябва да бъде разглеждана като убедително разгърната – поне от перспективата на социалния дарвинизъм – в неговата книга „Морфологическото дърво на човешките раси“. Това дърво разчертава три принципа: единствено европейският метанаратив контролира целия набор от разнообразни култури по света; човешката история е мислима като развиваща се в прогресия, а връх на прогреса и развитието е европеецът; накрая, подрежда различните раси в йерархична структура. Най-високо разположената клонка на дървото представлява арийската раса, следвана надолу от полинезийците, семитите, японците и стигайки до най-ниско разположената клонка – „негритосите“. Мантегаца начертава и „Естетическо дърво на човешките раси“ с подобни резултати.
Мантегаца вярва също, че наркотиците и определени храни ще променят човечеството на бъдещето и защитава експерименталните изследвания и употребата на кокаина като едно от тези чудодейни наркотични средства. След като се завръща от Южна Америка, където става свидетел на употребата на кока от туземците, Мантегаца размишлява върху това каква е допустимата обичайна доза листа от кока, а след това я изпробва върху себе си през 1859 г. В резултат от тези опити написва изследването Sulle Virtù Igieniche e Medicinali della Coca e sugli Alimenti Nervosi in Generale („Върху хигиенните и медицински измерения на коката и за подхранването на нервите като цяло“). Той отбелязва с ентусиазъм мощния стимулиращ ефект на кокаина в листата от кока върху познавателната способност на човека:
| „ | ... Присмивах се на бедните смъртни, осъдени да живеят в тази долина на сълзите, докато аз, понесен на крилете на две листа от кока, летя през пространствата на 77 438 думи, всяко по-прекрасно от предходното... Един час по-късно бях достатъчно спокоен, за да запиша тези думи със сигурна ръка: Бог е несправедлив, защото е направил човека неспособен да поддържа ефекта на коката през целия си живот. Бих предпочел да живея само десет години с кока, отколкото 10 000 000 000 000 000 000 000 века без кока. | “ |

Мантегаца умира в Сан Теренцо (Специя) на 28 август 1910 г. През целия си живот на учен е атеист.

## Произведения
Сред публикуваните трудове на Мантегаца са Fisiologia del Dolore („Физиология на болката“, 1880); Fisiologia dell'Amore („Физиология на любовта“, 1896); Elementi d'igiene („Елементи на хигиената“, 1875); Fisonomia e Mimica („Физиогномика и мимика“, 1883); Gli Amori degli Uomini („Сексуалните отношения между хората“, 1885); Fisiologia dell'odio („Физиология на омразата“, 1889) и Fisiologia della Donna („Физиология на жената“, 1893). Модерните му философски и социални възгледи са публикувани през 1871 г. в 1200-страничен том, озаглавен Quadri della Natura Umana. Feste ed Ebbrezze („Картини на човешката природа. Празници и опиянения“). Мнозина смятат този негов най-мащабен труд за шедьовър.
Като белетрист Мантегаца е също експериментатор. Автор е на любовния роман за брак между хора с нелечимо заболяване, Un Giorno a Madera (1876), който почти се превръща в сензация. По-слабо популярен е неговият научнофантастичен и футуристичен любовен роман L'Anno 3000 („3000-та година“, написан през 1897 г.).